# Miss Teen Global
Miss Teen Global (en español: Señorita Adolescente Global) es un concurso de belleza internacional de origen ecuatoriano, que celebra la belleza, elegancia y empoderamiento de sus participantes.
La Miss Teen Global es Frida Sánchez de México, electa el 24 de noviembre de 2024, en Lima, Perú.

## Historia
Miss Teen Global fue fundado el 11 de abril de 2022, fecha en la que se solicitó el registro de marca en el  Servicio Nacional de Derechos Intelectuales (SENADI), que posteriormente fue publicada en la Gaceta de la Propiedad Intelectual No. 725, con fecha 31 de julio de 2023 y concedida a Rodrigo Moreira, titular de todos los derechos de propiedad intelectual, el 7 de diciembre de 2023.

## Ganadoras
| # | Año  | Miss Teen Global  | País / Territorio | Sede del Evento    | Ref.  |
| - | ---- | ----------------- | ----------------- | ------------------ | ----- |
| 1 | 2022 | Caesy Rivadeneira | Ecuador           | Guayaquil, Ecuador | [ 4 ] |
| 2 | 2023 | Smirnova Peñafiel | Ecuador           | Guayaquil, Ecuador | [ 5 ] |
| 3 | 2024 | Frida Sánchez     | México            | Lima, Perú         | [ 1 ] |